# اسنو کمپ (کارولینای شمالی)
اسنو کمپ (به انگلیسی: Snow Camp) یک منطقهٔ مسکونی در ایالات متحده آمریکا است که در کارولینای شمالی واقع شده‌است. اسنو کمپ ۱۸۲٫۸۸ متر بالاتر از سطح دریا واقع شده‌است.